# Amparo de São Francisco
Amparo de São Francisco är en kommun i Brasilien.   Den ligger i delstaten Sergipe, i den östra delen av landet, 1 300 km nordost om huvudstaden Brasília. Antalet invånare är 2 275.
Omgivningarna runt Amparo de São Francisco är en mosaik av jordbruksmark och naturlig växtlighet. Runt Amparo de São Francisco är det ganska tätbefolkat, med 54 invånare per kvadratkilometer.